# Scaevola ballajupensis
Scaevola ballajupensis är en tvåhjärtbladig växtart som beskrevs av L.W.Sage. Scaevola ballajupensis ingår i släktet Scaevola och familjen Goodeniaceae. Inga underarter finns listade i Catalogue of Life.